# Kathleen Barry
Kathleen Barry (Syracuse, 22 gennaio 1941) è una sociologa statunitense.
Dopo essersi occupata di ricerca e dopo aver pubblicato libri sulla tratta internazionale di esseri umani, ha co-fondato la ONG Coalition Against Trafficking in Women (CATW). Nel 1985 ha ricevuto il Wonder Woman Foundation Award per i suoi progressi nell'emancipazione femminile. Ha conseguito il dottorato di ricerca in sociologia e uno in educazione presso l'Università della California - Berkeley, e ha insegnato alla Brandeis University e alla Penn State University.

## Lavori
Il suo primo libro intitolato Female Sexual Slavery (1979) ha stimolato la consapevolezza internazionale della tratta di esseri umani ed è stato tradotto in sei lingue. Il suo seguito a Female Sexual Slavery, The Prostitution of Sexuality (1995) discute l'idea di "consenso" nel discorso liberale americano moderno, concludendo che "ogni forma di oppressione è sostenuta" attraverso l'apparente consenso del gruppo o della classe oppressa. Conclude inoltre che la normalizzazione e l'accettazione della prostituzione sulla base di argomenti di consenso delle prostitute ignora il principio dei diritti umani a cui non si può consentire la violazione. Afferma che le donne, in quanto membri di una classe oppressa sotto il patriarcato, sono costrette a "acconsentire" al proprio sfruttamento sessuale da parte della società, proprio come un marxista direbbe che i lavoratori sono costretti a cooperare con i loro oppressori, ovvero i capitalisti.

## Opere

### Libri
- Female Sexual Slavery, 1979
- Vietnam's Women in Transition, 1995
- The Prostitution of Sexuality, 1995
- Susan B. Anthony: A Biography of a Singular Feminist, 2000[13]
- Unmaking War, Remaking Men: How Empathy Can Reshape Our Politics, Our Soldiers and Ourselves, 2010

### Altri scritti
- "The Vagina on Trial" (1971)
- (EN) Kathleen Barry, On the History of Cultural Sadism, in Linden (a cura di), Against Sadomasochism: A Radical Feminist Analysis, East Palo Alto, Calif., Frog in the Well, 1982,  pp. 51-65, ISBN 9780960362837.
- (EN) Kathleen Barry, Beyond Pornography: From Defensive Politics to Creating a Vision, in Lederer (a cura di), Take Back the Night: Women on Pornography, New York, W. Morrow, 1980, ISBN 978-0688037284.
- — (March 5–7, 1993). Keynote (Speech). Feminist Legal Perspectives on Pornography and Hate Propaganda.
- (EN) Kathleen Barry, Pornography and Global Sexual Exploitation: A New Agenda for Feminist Human Rights, in Lederer (a cura di), The Price We Pay: The Case Against Racist Speech, Hate Propaganda, and Pornography, New York, Hill and Wang, 1995, ISBN 9780809015771.
- (EN) Kathleen Barry, Deconstructing Deconstructionism (or, whatever happened to feminist studies?)" and "Pornography and the Global Sexual Exploitation of Women, in Bell (a cura di), Radically Speaking: Feminism Reclaimed, North Melbourne, Vic, Spinifex Press, 1996, ISBN 9781875559381.
- (EN) Kathleen Barry, When Men Tell Women's History, in Chicago Tribune, November 3, 1999.